# Oranjeborsttangare
De oranjeborsttangare (Tangara desmaresti) is een zangvogel uit de familie Thraupidae (tangaren). Het epitheton, desmaresti, verwijst naar Anselme-Gaëtan Desmarest, die een studie publiceerde over tangares.

## Verspreiding en leefgebied
Deze soort is endemisch in het kustgebergte van zuidoostelijk Brazilië, met name van Espírito Santo tot oostelijk Paraná.